# من خودم هستم
من خودم هستم (به انگلیسی: Je Suis Auto) یک فیلم مستقل، سینمای اتریش در سبک کمدی و داستان‌های علمی-اجتماعی اتریشی به کارگردانی یوهانس گرنزفورتنر و جولیانا نوهوبر آماده اکران است. این فیلم یک کمدی فارس است که به موضوعاتی مانند هوش مصنوعی، سیاست کار و به فرهنگ فناوری می‌پردازد.
قرار است این فیلم توسط کمپانی مونوکروم در سال ۲۰۲۱ توزیع شود.

## خلاصه داستان
در حال حاضر داستان فیلم ناشناخته است، اما تأیید شده‌است که داستان با یک مافیوس بدخلق شروع می‌شود که باید یک چمدان پر از پول را تحویل دهد. او برای رسیدن به مقصد وارد یک تاکسی خودران می‌شود، اما نمی‌داند که سواری او از نظر هستی شناختی با مشکل روبرو است.

## بازیگران
- چیس مسترسون
- یوهانس گرنزفورتنر
- جیسون اسکات
- فلوریان سباستین فیتز
- بوریس پوپوویچ
- آرون هلیس

در این فیلم چندین حضور نمایشی شخصیت‌های رسانه ای اتریش مانند کریس لونر، اوا بیلیسیچ، کنی لی و جوسی پروکوپتز وجود دارد.

## فیلمبرداری
فیلمبرداری اصلی فیلم در اوت ۲۰۱۸ آغاز شد.
پس تولید این فیلم در سال ۲۰۲۰ به پایان رسید.